# Caecum armoricum
Caecum armoricum, tên tiếng Anh: DeFolin's lagoon snail, là một loài ốc biển nhỏ, là động vật thân mềm chân bụng sống ở biển trong họ Caecidae.